# John Tardy
John Tardy (15 de março de 1968) é o vocalista e um dos fundadores da banda de death metal americana Obituary, junto com seu irmão Donald Tardy (baterista).
Tardy é reconhecido como um dos primeiros vocalistas a utilizar a técnica de vocal gutural extremamente grave dentro do estilo death metal e também por sua grande presença de palco.
Seu potente vocal é bastante diferenciado dos vocais usuais das bandas de death metal, sendo difícil estabelecer-se uma classificação precisa. No entanto, é denominado por muitos como "vomitado", "corrosivo" ou "rugido de um tigre". Muitas passagens vocais suas lembram morte, dor física, terror, violência, destruição - vide faixas como Chopped In Half, Cause Of Death, Slowly We Rot, Final Thoughs, World Demise, Find The Arise, entre outras.
Influenciado por bandas como Celtic Frost, Slayer e Possessed, é considerado um dos mais importantes vocalistas de Death Metal, sendo referência para muitos vocalistas, inclusive atualmente.
John Tardy trabalhou em uma empresa de computação de 1997 a 2002 após a separação do Obituary, e esta é geralmente tida como uma das maiores razões para a separação do grupo.
Paralelo à banda Obituary, John possui em conjunto com seu irmão Donald e amigos um projeto denominado Tardy Brothers Bloodline.

## Discografia
com Obituary
- Slowly We Rot (1989)
- Cause of Death (1990)
- The End Complete (1992)
- World Demise (1994)
- Back From The Dead (1997)
- Dead (1998)
- Frozen In Time (2005)
- Frozen Alive (2006)
- Xecutioner's Return (2007)
- Darkest Day (2009)
- Inked in Blood (2014)

com Tardy Brothers
- Bloodline (2009)

## Outras ligações
- Website do Obituary
- Website do Tardy Brothers Bloodline Project